# Kanton Saint-Florentin
Kanton Saint-Florentin is een kanton van het Franse departement Yonne. Het kanton maakt deel uit van de arrondissementen Auxerre (14) en Avallon (8). Het heeft een oppervlakte van 332.55 km² en telt 18.199 km² in 2018, dat is een dichtheid van 55 inwoners per km².

## Gemeenten
Het kanton Saint-Florentin omvatte tot 2014 de volgende gemeenten:
- Chéu
- Germigny
- Jaulges
- Saint-Florentin (hoofdplaats)
- Vergigny

Door de herindeling van de kantons bij decreet van 13 februari 2014, met uitwerking op 22 maart 2015, werd het kanton uitgebreid met volgende 17 gemeenten: 
- Beaumont
- Beugnon
- Butteaux
- Chailley
- Chemilly-sur-Yonne
- Hauterive
- Héry
- Lasson
- Mont-Saint-Sulpice
- Neuvy-Sautour
- Ormoy
- Percey
- Seignelay
- Sormery
- Soumaintrain
- Turny
- Villiers-Vineux